# Auguste Lecerf
Pour les articles homonymes, voir Lecerf.
Auguste Lecerf, né en 1872 à Londres et mort en 1943 à Paris, est un pasteur de l'Église réformée de France et professeur de dogmatique réformée à la Faculté de théologie protestante de Paris. Il est spécialiste de la pensée de Jean Calvin et est l’auteur de plusieurs articles et ouvrages de dogmatique.

## Biographie
Auguste Lecerf  est né à Londres le 18 septembre 1872 dans le foyer de communards réfugiés politiques après l'écrasement de la Commune de Paris en 1871. Sans éducation chrétienne, il se convertit au protestantisme après la lecture des œuvres de Jean Calvin.
Sa famille rentre en France après l’amnistie des communards. Il est baptisé contre l’avis de ses parents, et poursuit ses études à l'école préparatoire de théologie des Batignolles, puis à la faculté de théologie protestante de Paris en 1891-1895. Il y soutient, en 1895, sa thèse de baccalauréat en théologie intitulée Le déterminisme de la responsabilité dans le système de Calvin.
Il est nommé pasteur auxiliaire en 1895, à Elbeuf (1895-1896), Saint-Lô-Le Chefresne (1896-1902) puis Courseulles-sur-Mer (1902-1908). Sous son influence, l'Église de Courseulles rejoint l'Union nationale des Églises réformées évangéliques de France. Il est ensuite pasteur à Lunéville puis est aumônier militaire durant la Première Guerre mondiale.
En 1918, il devient directeur de la Société biblique à Paris, et chargé de cours de grec et d'anglais à la faculté de théologie protestante de Paris. Il profite de ces enseignements pour donner des conférences de théologie réformée, qui rencontrent un réel succès. Il est membre du comité de la Société de l'histoire du protestantisme français en 1935.
Après la soutenance en 1938 de sa thèse de doctorat en théologie, qu'il publie en deux volumes sous l'intitulé Introduction à la dogmatique réformée, il est nommé professeur titulaire à la faculté de théologie. 
Il prend des positions politiques conservatrices et nationalistes, il est notamment royaliste au sein de l'Association Sully, proche de l'Action française. Cependant il se prononce contre la collaboration pendant la Seconde Guerre mondiale. Il héberge le grand rabbin de Paris, Julien Weil (1873-1950) au 54 rue des Saints-Pères, siège de la Société biblique de Paris où il réside également[réf. nécessaire].
Il meurt le 1er septembre 1943.

## Une stricte influence calviniste
Converti durant son adolescence à la suite de sa lecture des œuvres de Jean Calvin, Auguste Lecerf est très désireux de restaurer la connaissance et l'influence de l'intégralité de la pensée de Calvin, qu'il considère comme la « véritable antidote à une religion sentimentale et subjective » héritée des Lumières et du courant libéral. Il est influencé dans sa réflexion par Herman Bavinck et le néo-calvinisme d'origine néerlandaise.
En France et en Suisse romande, Auguste Lecerf parvient par ses écrits et son enseignement à diffuser la pensée calviniste stricte dans le protestantisme. Il fonde avec son ami le pasteur Jacques Pannier (1869-1945) la Société calviniste de France, qui publie un bulletin. Jacques Pannier surpervise personnellement plusieurs rééditions de l'Institution de la religion chrétienne de Calvin.
Un réseau de calvinistes influents se constitue ainsi, dont : 
- le pasteur Pierre-Charles Marcel (1910-1992) qui participe à la création, en 1950, de La Revue réformée ;
- le pasteur Pierre Courthial (1914-2009), animateur du courant évangélique réformé en France à partir de la faculté de théologie protestante d'Aix-en-Provence ;
- André Schlemmer (1890-1973), un médecin et laïc engagé dans l'Église réformée, auteur de plusieurs ouvrages, dont un recueil posthume des écrits d'Auguste Lecerf[4] ;
- le pasteur genevois Jean de Saussure (1899-1977) qui s'inscrit en 1929 dans la même mouvance avec une série de conférences qu’il publie l’année suivante à Paris sous le titre À l’école de Calvin[3].

Il est également traduit dans d’autres langues, notamment en anglais, et son œuvre se diffuse dans les milieux réformés américains.

## Publications
- Auguste Lecerf, Introduction à la dogmatique réformée, Kerygma, 1998, 560 p.
- Auguste Lecerf et André Schlemmer (recueil et annotations), Études calvinistes, Neuchâtel et Paris, Kerygma, 1999 (1re éd. 1949), 148 p.
- Émile G. Léonard, « Auguste Lecerf et André Schlemmer, Études calvinistes, Neuchâtel et Paris, Delachaux et Niestlé, 1949, 148 p. » (recension), Revue de l’histoire des religions, Persée, vol. 145,‎ 1954, p. 114-116 (lire en ligne).